# Zonotrichia querula
Zonotrichia querula là một loài chim trong họ Emberizidae.